# Ирен Френ
Ирен Френ (на френски: Irène Frain) е френска журналистка, историчка и писателка на произведения в жанра исторически роман, любовен роман, драма, биография, мемоари и пътепис.

## Биография и творчество
Ирен Френ, с рожд. име Ирен ле Похон, е родена на 22 май 1950 г. в Лориен, Морбиан, Франция, в семейство с пет деца. Баща ѝ е учител, а майка ѝ е шивачка. Следва в лицея „Dupuy-de-Lôme“ в Лориен, където получава степен по класическа литература през 1972 г. След дипломирането си преподава класическа литература в различни гимназии в Лани сюр Марн, Шампини сюр Марн и в гимназия „Жак Декур“ в Париж през 1978 г. В периода 1975 – 1981 г. преподава латински и латино литература в университета „Нова Сорбона“ в Париж.
Първата ѝ книга „Quand les Bretons peuplaient les mers“ (Когато бретонците са населявали моретата) е публикувана през 1979 г. и представя златната епоха на морски Бретан.
Първият ѝ роман „Le Nabab“ (Набабът) от 1982 г. е романизирана художествена биография на морякът авантюрист Рене Мадек, който от обикновен моряк става военачалник в Индия през 18 век. Епичният роман има голям успех и пачели наградата „Maison de la Presse“.
През 1984 г. започва кариера и като журналистка, пишейки за „Paris Match“, „Elle“, „JDD“, „VSD“, „L'Histoire“ и др.
През 2004 г. тя и съпругът ѝ тръгват на пътешествие по стъпките на американския изследовател Джоузеф Рок (1884 – 1962) в пътуване, описано в „Au royaume des femmes“ (В царството на жените), което ги отвежда до четирите краища на Европа и Тибет. Оттогава тя редовно участва в действия подкрепящи тибетската кауза. Тя е посланик на Тибетската асоциация за детска помощ и на „Гласът на децата“. Член-основател е на Женския форум за икономика и общество.
През 2009 г. е издаден романа ѝ „Les Naufragés de l'île Tromelin“ (Корабокрушенците на Остров Тромелин), който има голям успех и получава редица награди, вкл. голямата награда на Морската академия.
Романите ѝ се характеризират с остро чувство на интрига, понякога сух и понякога пищен стил, опити за съпричастност с нейните герои, малко хумор и много въображение.
През 2010 г. е удостоена с отличието Офицер на Ордена на Почетния легион.
Ирен Френ живее със семейството си в Кудрей и Париж.

## Произведения
- Quand les Bretons peuplaient les mers (1979)
- Les Contes du cheval bleu les jours de grand vent (1980)
- Le Nabab (1982) – за живота на Рене Мадек
- Modern Style (1984)
- Désirs (1986)
- Secret de famille (1989)
- Histoire de Lou (1990)
- La Guirlande de Julie (1991)
- Devi (1992)
- Quai des Indes (1992)
- Vive la Mariée (1993)
- La Vallée des hommes perdus (1994)
- L'Homme fatal (1995)
- La Fée chocolat (1995)
- Le Roi des chats (1996)
- Le Fleuve bâtisseur (1997)
- L'Inimitable Cléopâtre (1998)
Клеопатра неподражаемата, изд.: ИК „Рива“, София (2001), прев. Пенка Пройкова
- À jamais (1999)
- La Maison de la source (2000)
- Julien Gracq et la Bretagne (2000)
- La Côte d'amour (2001)
- Pour que refleurisse le monde (2002) – с Жетсун Пема
- Les Hommes etc. (2003)
- Le Bonheur de faire l'amour dans sa cuisine et vice-versa (2004)
- Au royaume des femmes (2006)
- À la recherche du royaume (2007)
- Gandhi, la liberté en marche (2007)
- Les Naufragés de l'île Tromelin (2009) – голямата награда на Морската академия, голямата награда „Палатин“ за исторически роман, награда „Релей“
- Le Navire de l'homme triste et autres contes marins (2010)
- La Forêt des 29 (2011)
- Beauvoir in love (2012)
- Sorti de rien (2013) – награда „Бретан-Брейз“
- Marie Curie prend un amant (2015)

### Екранизации
- 2003 Retour à Locmaria